# Rovensko
Rovensko este o comună slovacă, aflată în districtul Senica din regiunea Trnava. Localitatea se află la altitudinea de 216 m deasupra n.m., se întinde pe o suprafață de 10,4 km2 și în 2017 număra 446 de locuitori.

## Istoric
Localitatea Rovensko este atestată documentar din 1439.

## Demografie
| An:                | 1994 | 2004   | 2014    | 2024   |
| ------------------ | ---- | ------ | ------- | ------ |
| Număr de persoane: | 396  | 369    | 423     | 429    |
| Diferență:         |      | −6,81% | +14,63% | +1,41% |

| An:                | 2023 | 2024  |
| ------------------ | ---- | ----- |
| Număr de persoane: | 440  | 429   |
| Diferență:         |      | −2,5% |